# 2016년 타오위안 버스 화재
2016년 7월 19일 타이완 타오위안 시 다위안 구에서 국도 제2호선을 달리던 버스에서 화재가 발생하였다. 이 화재로 운전자 1명을 포함하여 27명이 사망하였다. 운전자를 제외한 26명은 타이완으로 관광온 중국인으로, 타오위안 공항으로 향하던 중이었다. 이 사건은 타이완에서 가장 사상자를 많이 낸 버스 사고로, 26명이 사망한 2010년 소화공로 관광버스 사고보다 많다. 2016년 9월 10일, 조사가 모두 끝났으며 운전자의 방화로 밝혀졌다.